# Albon-d’Ardèche
Albon-d’Ardèche település Franciaországban, Ardèche megyében. Lakosainak száma 158 fő (2022. január 1.). Albon-d’Ardèche Issamoulenc, Marcols-les-Eaux, Saint-Genest-Lachamp és Saint-Pierreville községekkel határos.

## Népesség
A település népességének változása:
| Lakosok száma | 276  | 180  | 173  | 160  | 160  | 159  | 159  | 158  | 158  | 158  |
|               | 1968 | 1982 | 1990 | 2006 | 2013 | 2015 | 2017 | 2019 | 2020 | 2022 |